# Holice (stacja kolejowa)
Holice – stacja kolejowa w miejscowości Holice, w kraju pardubickim, w Czechach. Położona jest na wysokości 250 m n.p.m.
Na przystanku nie ma możliwości zakupu biletu, a obsługa podróżnych odbywa się w pociągu. 

## Linie kolejowe
- 016 Borohrádek - Holice - Moravany - Chrudim - Heřmanův Městec